# Take the X Train
Take the X Train (Ｘ電車でいこう, X Densha de Ikou, lit. Prends le train fantôme) est une OAV japonaise, réalisée par Rintarō et produit par le studio Madhouse en 1987. Elle est tirée de la nouvelle de science-fiction éponyme écrite par Koichi Yamano.

## Synopsis
Nishihara Toru est employé dans une compagnie de chemin de fer (la « Japan East Railway Company »), au département marketing. Une nuit, un train fantôme (le « X Train » en anglais) apparaît sur les rails, détruisant tout sur son passage. Mais bizarrement, le train semble être connecté à Toru par une mystérieuse relation. D’autres personnes malveillantes s’aperçoivent aussi de ce puissant lien...

## Influence et réalisation
Cette OAV est tirée d’une nouvelle de Koichi Yamano, qui dépeint l’aliénation d’un homme pour un train fantôme. On retrouve le style surréaliste que Rintarō avait déjà montré sur Manie Manie, une autre œuvre de science-fiction.
Cependant, l’atmosphère de l’anime est aussi fortement ancrée dans le jazz – le titre étant d’ailleurs une allusion à une musique de Duke Ellington : Take the "A" Train. La bande originale a en outre été composée par le pianiste de jazz Yosuke Yamashita, tandis que le générique de fin est interprété par Akiko Yano. Cette œuvre est emblématique du travail de Rintarō (par ailleurs passionné de jazz), qui tente de lier le scénario et la dimension artistique en un tout expressif.

## Fiche technique
- Titre : X Densha de Ikou
- Origine :  Japon
- Sortie :  6 novembre 1987
- Durée : 50 min

Staff :
- Réalisateur : Rintarō
- D’après une œuvre de : Koichi Yamano
- Scénariste : Rintarō et Yoshio Urasawa
- Character Design : Yoshinori Kanemori
- Directeur de l’animation : Yoshinori Kanemori
- Musique : Yosuke Yamashita
- Production : studio Madhouse

Source